# 긴꼬리난쟁이햄스터
긴꼬리난쟁이햄스터(Cricetulus longicaudatus)는 비단털쥐과에 속하는 설치류의 일종이다. 중국과 카자흐스탄, 몽골, 러시아에서 발견된다.

## 특징
긴꼬리난쟁이햄스터는 머리부터 몸까지 길이가 85mm와 135mm 사이이고, 꼬리 길이는 최소 몸길이의 1/3이다. 몸무게는 15~50g이다. 등족 털은 희미한 모랫빛 갈색이거나 진한 회색빛 갈색이다. 복부 표면은 회색빛 흰색이고, 진한 바탕에 회색빛 털 줄기와 흰색 털 끝을 가진 각각의 털이 나 있다. 몸 옆면에 등쪽과 복부 색을 구분하는 날카로운 구분선이 있다. 귀는 희미한 테두리와 함께 검으며, 발 윗면은 희다. 꼬리는 가늘고 윗면은 검고 아랫면은 희다.

## 분포
긴꼬리난쟁이햄스터는 중국 북부와 중부, 몽골 서부와 중부, 카자흐스탄, 러시아 투바와 자바이칼 지역의 토착종이다. 분포 지역이 동경 약 104°의 몽골 극동 지역까지 확장되며, 몽골 고비 사막 동부의 이크 나르틴 출루 자연 보전 구역에서 발견된다. 관목 지대 경사면의 건조 지역과 건조림, 바위 스텝 지대, 해발 약 1900m의 산악 지역 구릉 지대와 남부 경사면에서 서식한다. 특히 산록의 준사막 지대, 혼합된 관목과 과즙 식물로 이루어진 사막 초원의 일종, 건생 나무가 흩어져 분포하는 사바나 지역에서 풍부하게 발견된다.

## 습성
주로 야행성 동물이다. 씨앗과 곤충을 먹는다. 물이나 비바랍에 의해 반들반들해진 둥근 돌 아래 흙을 얕게 파고, 저장하는 방을 만들어 여분의 먹이를 겨울에 먹기 위해 보관한다. 버려진 굴은 다른 동물들이 이용하기도 하며, 측면 통로는 풀이 늘어선 보금자리 방으로 이어지게 만든다. 3월 또는 4월에 번식을 시작하고, 최대 9마리까지의 새끼를 두세 번 여름에 낳는다.

## 보전 상태
긴꼬리난쟁이햄스터는 넓은 분포 지역과 대형 전체 개체군을 갖는다. 서식지는 몇 년 동안 생기는 가뭄에 의해 크게 영향을 받을 수 있고 가축 방목 때문에 서식지에 대한 압력이 증가할 수 있지만, 심각한 악영향을 주는 것으로 보이지 않으며, 확인되는 종에 대한 특별한 위협 요인은 없다. 국제 자연 보전 연맹이 긴꼬리난쟁이햄스터의 보전 등급을 "관심대상종"으로 분류하고 있다.